# Provincia di Misamis Occidental
Misamis Occidental è una provincia filippina situata nella regione di Mindanao Settentrionale. Il suo capoluogo è Oroquieta.

## Geografia fisica
Il Misamis Occidental è una provincia dell'isola di Mindanao, posta nella parte settentrionale del tratto iniziale della Penisola di Zamboanga, che da lì si estende verso ovest. Proprio su quel lato ci sono gli unici confini terrestri, con le province di Zamboanga del Norte e Zamboanga del Sur. A sud è separato dal Lanao del Norte dalla baia di Iligan che si apre sul Mare di Bohol che bagna tutta la parte costiera ad est e a nord di questa provincia.

## Geografia antropica

### Suddivisioni amministrative
Il Misamis Occidental è diviso in 14 municipalità e 3 città.

#### Città
- Oroquieta
- Ozamiz
- Tangub

#### Municipalità
- Aloran
- Baliangao
- Bonifacio
- Calamba
- Clarin
- Concepcion
- Don Victoriano Chiongbian

- Jimenez
- Lopez Jaena
- Panaon
- Plaridel
- Sapang Dalaga
- Sinacaban
- Tudela